# Húsz óra
Húsz óra es una película de drama húngaro de 1965 dirigida por Zoltán Fábri. La película fue seleccionada como la entrada húngara a la Mejor Película en Lengua Extranjera en los 38.ª Premios de la Academia, pero no llegó a estar dentro de la terna de nominados. La película compartió el Gran Premio con Guerra y Paz y ganó el Prix FIPRESCI en el IV Festival Internacional de Cine de Moscú.

## Reparto
- Antal Páger como Presidente Jóska
- János Görbe como Anti Balogh
- Emil Keres como el reportero
- Ádám Szirtes como Béni Kocsis
- László György como Sándor Varga
- József Bihari como András Cuha
- Lajos Őze como Kiskovács
- János Makláry (acreditado como János Maklári) como György Vencel
- Károly Kovács como La cuenta
- Gyula Bodrogi como El doctor
- Ági Mészáros como Terus
- Tibor Molnár como Máthé